# Починки (Можайский район)
Починки — деревня в Можайском районе Московской области, в составе Сельского поселения Борисовское. Численность постоянного населения по Всероссийской переписи 2010 года — 2 человека. До 2006 года Починки входили в состав Ямского сельского округа.

## География
Деревня расположена в южной части района, примерно в 12 км к юго-западу от Можайска, на правом берегу реки Мжут, высота центра над уровнем моря 205 м. Ближайшие населённые пункты — Михайловское на востоке, Сивково на северо-востоке и Алексеенки на северо-западе.